# Al-Sha'ab Hadramaut
L'Al-Sha'ab Hadramaut (àrab: نادي شعب حضرموت, Nādī Xaʿb Ḥaḍramawt, ‘Club del Poble de Hadramaut’) és un club iemenita de futbol de la ciutat de Mukalla. Al-Sha'ab significa Gent o Poble.
El club va ser fundat el 1972. En el seu palmarès destaquen dues copes President, una copa Unitat i una supercopa. L'any 2020 es proclamà per primer cop campió de lliga. Els seus colors són el vermell i el blanc.

## Palmarès
- Lliga iemenita de futbol:

2020
- Copa President (Iemen):

2000, 2006
- Copa Unitat (Iemen):

2009
- Supercopa iemenita de futbol:

2014